# Cova da Moura

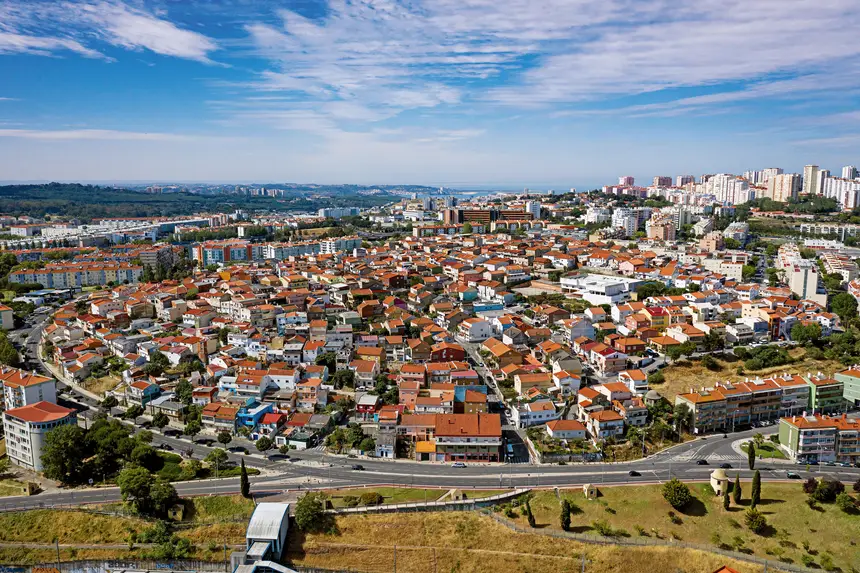
Cova da Moura

Cova da Moura é um bairro do município da Amadora, na freguesia de Águas Livres.
É um dos maiores e mais antigos enclaves de população migrante existentes na área metropolitana de Lisboa. Oficialmente classificado como um bairro degradado de génese ilegal, o Alto da Cova da Moura surge da ocupação espontânea de terrenos privados e do Estado, que se inicia nos finais dos anos quarenta com a construção das primeiras barracas por pequenos grupos de migrantes rurais.

## História
A área onde se localiza a Cova da Moura consistia numa exploração agrícola, a Quinta do Outeiro, que foi abandonada no final da década de 1950.
Os primeiros registos de habitantes residentes na área datam de 1960, provenientes de diversas partes do país. Utilizam os terrenos para cultivo de trigo. Estes primeiros residentes viviam em barracas de madeira, fugidos da escassez e da pobreza na província.
A partir do início dos anos 1970, populações oriundas de Cabo Verde foram-se fixando progressivamente no bairro. A proximidade ao centro da cidade de Lisboa e o fácil acesso a rodovias principais e à rede de transportes públicos permitia a estas populações, na sua maioria com baixos recursos económicos, uma grande acessibilidade ao emprego e a outros serviços (educação, saúde, equipamentos sociais, recreativos e desportivos).
Ocupando uma área de cerca de 16,3 ha, estima-se, presentemente, que a população total do bairro ronde as 5 000 pessoas, com origens culturais e étnicas muito diversificadas. A maioria da população é originária de Cabo Verde, sendo igualmente de assinalar a presença significativa de imigrantes oriundos de Angola, Moçambique, Guiné-Bissau, assim como de migrantes internos do Centro e Norte de Portugal, e de nacionais regressados das ex-colónias. Nos últimos anos, a fixação de populações migrantes da Europa de Leste e do Brasil tem vindo a acentuar a heterogeneidade populacional do bairro.

## Geografia
Geograficamente, este bairro é um lugar fragmentado, difuso, com uma matriz espacial pouco homogénea. A sul, o traçado tortuoso de ruas estreitas e poeirentas, de casas, barracas e anexos encavalitados, formando uma malha labiríntica apertada. A norte, a geografia apresenta uma lógica mais reticulada, de ruas pavimentadas e de casas cercadas por pequenos jardins, onde habitam os nacionais retornados de África, migrantes internos e uma pequena burguesia africana. Chamam-lhe o "bairro europeu" em oposição ao "bairro africano" a sul.

## Cultura
O bairro tem sido palco de eventos culturais, com o objectivo de integrar ao máximo os seus habitantes na vida social. Em 2006, Catarina Furtado apresentou ali um espectáculo de música africana, em que todos os lucros reverteriam para o centro social do bairro. Em 2009, o cineasta Joaquim Leitão usou o bairro como cenário para o filme A Esperança Está onde Menos se Espera. Neste filme, ele dá a sua visão pessoal do problema social vivido em bairros como este.

## Equipamentos sociais e património
O bairro é dotado de alguns elementos simbólicos, que servem como referências identitárias da Comunidade:
- Associação Cultural Moinho da Juventude;
- Santa Casa da Misericórdia;
- Centro Paroquial São Gerardo;
- Associação de Solidariedade Social do Alto da Cova da Moura;
- Equipamento desportivo
- Antigo moinho;
- Antigos aquedutos de Águas Livres de Portugal.